# Pelastoneurus wheeleri
Pelastoneurus wheeleri är en tvåvingeart som beskrevs av Axel Leonard Melander 1900. Pelastoneurus wheeleri ingår i släktet Pelastoneurus och familjen styltflugor. Inga underarter finns listade i Catalogue of Life.